# Ammophila bonaespei
Ammophila bonaespei là một loài côn trùng cánh màng trong họ Sphecidae, thuộc chi Ammophila. Loài này được Lepeletier miêu tả khoa học đầu tiên năm 1845.